# Lorraine Turci
Lorraine Turci est une photographe documentaire et photojournaliste française née en 1981 à Mont-Saint-Martin. Elle est notamment l'une des lauréats de la Grande commande photographique du Ministère de la Culture pilotée par la Bibliothèque Nationale de France Radioscopie de la France.

## Biographie
Née en 1981 dans un bassin minier lorrain marqué par la crise de la sidérurgie, Lorraine Turci découvre très jeune le sens du déracinement : à la fermeture des usines, sa famille ouvrière quitte la région pour s'établir à la campagne, en Seine-et-Marne. Elle grandit en s'ouvrant au monde par la lecture et le désir de découverte du monde.
Après l'obtention d'un DNAP (Diplôme National d'Arts Plastiques) de l'École des Beaux-Arts de Nantes en 2004, elle passe un semestre universitaire en BA (Bachelor of Arts) Photography à la Manchester Metropolitan University (Royaume-Uni) puis à l’Université Paris 8 VIII pour un master en photographie en 2008.
Son désir d'ailleurs l'amène d'abord à s'établir plusieurs années à Montréal (Canada), où elle travaille comme technicienne de l’image, puis à embarquer comme photographe de bord sur des bateaux de croisières de luxe. Après avoir sillonné les mers et le monde pendant quatre ans pour l'industrie touristique, elle reviens en France et travaille à Paris comme retoucheuse photo pour la publicité.
En 2019, elle reprend une année d'étude à l’Université de Perpignan pour un DU (Diplôme d'université) Photographie et Écritures Multimédia pour se tourner vers une démarche auteur. En fin de formation, elle effectue des stages au service iconographie du journal La Croix et au SIRPA Marine. La même année, Wilfrid Estève lui propose d'intégrer l'agence Hans Lucas.
Depuis, elle se concentre sur des projets personnels au long cours et travaille régulièrement avec la presse (Geo, Le Figaro Magazine, Le Figaro,, Sciences Humaines, La Croix Hebdo,, Terra Mater, Topo magazine, revue TDC, Kathirmini), les institutions et les ONG (Greenpeace, Amnesty International).
Son travail a notamment été présenté à la Bibliothèque Nationale de France en 2024 dans le cadre de l’exposition des lauréats de la Grande commande photographique du Ministère de la Culture La France sous leurs yeux, à la Fisheye Gallery dans le cadre du prix IWPA de l'International Women In Photo Association (Paris, France, 2024), ainsi qu'au festival Les femmes s’exposent (Houlgate, France, 2024), au Festival photo de La Gacilly (La Gacilly, France, 2023), au Belfast Photo Festival (Belfast, Irlande du Nord, 2023) et au festival de photojournalisme Visa pour l’image (Perpignan, France, 2019).

## Expositions

### Expositions personnelles
- 2024 : Avant demain, Alliance Française de Banjul, Serrekunda, Gambie[14]
- 2024 : La résilience du corbeau, Tenjinyama Art Studio, Sapporo, Japan[15]

### Expositions collectives
- 2024 : Dans la vague, exposition inspirée par l'estampe emblématique d'Hokusaï La Grande Vague, avec des œuvres d'une vingtaine d'artistes, parmi lesquels Martin Parr,Noémie Goudal, Harry Gruyaert, Michael Kenna, Arno Rafael Minkkinen, Sarah Moon, Bernard Plossu, Campredon art & image, L'Isle-sur-la-Sorgue[16]
- 2024 : La France sous leurs yeux, 200 regards de photographes sur les années 2020, Bibliothèque Nationale de France, Paris, France La Bibliothèque nationale de France consacre une grande exposition aux travaux des 200 photographes, collaborateurs réguliers de la presse nationale et internationale, missionnés par le ministère de la Culture en 2021 pour établir un panorama de la France au sortir de la crise sanitaire liée à la pandémie de COVID-19. À travers une sélection de plus de 400 clichés, cette exposition souligne la variété des approches choisies par les 200 lauréats, et raconte ainsi la France des années 2020. Son ampleur marquera l’histoire du photojournalisme[17].
- 2024 : Les Femmes s’exposent, Houlgate, France[18],[19]
- 2024 :  Festival La Gacilly - Baden Photo, Baden, Autriche
- 2024 : IWPA Award, Fisheye Gallery, Paris, France[20]
- 2023 : IWPA Award exhibition, The Foreign Correspondents Club, Tokyo, Japon
- 2023 : Belfast Photo Festival, Belfast, Irlande du Nord[21]
- 2023 : La nature en héritage, SNCF Gares & Connexions, Vannes, France
- 2023 : Festival Photo l’Homme et la Mer, Guilvinec, France, en collaboration avec le Frac Bretagne[22]
- 2023 : Festival Photo La Gacilly, La Gacilly, France[23]
- 2022 : Archive et retour sur image, École Nationale Supérieure de la Photographie, Arles, France
- 2021 : Festival Photo l’Homme et la Mer, Guilvinec, France[24]
- 2019 : Visa pour l’image, finaliste Visa d'or de l'information numérique France Info, Perpignan, France
- 2019 : Prix Paris Match du Photo-Reportage Étudiant, Mairie de Paris, France

### Prix et bourses
- finaliste Prix Mentor, association Freelens, France, 2024[25]
- bourse Fluxus Art Projects, fonds franco-britannique pour l’art contemporain, Royaume-Uni, 2023
- finaliste des Rencontres photographiques de Boulogne-Billancourt, France, 2023[26]
- bourse Brouillon d’un rêve, la Scam, France, 2022[18],[19]
- bourse de la Fondation Franco-Japonaise Sasakawa, France, 2022
- prix The Independant Photographer, Visual Storytelling, Royaume-Uni, 2021[20]
- prix Siena International Photo Awards, Italie, 2018[27]